# どきどきアイドルスターシーカー
『どきどきアイドルスターシーカー』は、グレフが2001年に発売したアーケードゲーム。使用基板はNAOMI。ジャンルはパズルゲーム。

## ゲームルール
操作は1レバーと2ボタンで操作。先のとおり、基本的なルールはマインスイーパと同様だが、本作の目的は「地雷パネルを除去する」のではなく、「地雷パネルを（正しい手順で）めくる」ことにある。星パネル（地雷）を「マーキング」してめくることによって星を見つけたことになり、盤面中の全ての星をめくるとクリアとなる。星パネルを複数マーキングして同時にめくると連鎖としてボーナス点となる。
まず一般的なマインスイーパとの違いとして、盤面のパネルが六角形になっている。これによってパネルの面が全て他のパネルに接していることになり、より直感的に地雷を探すことができる。そして、カーソルを合わせているパネルの周囲6つのパネルには周囲にある星のある数が表示される。これによって初手で適当にパネルを開ける必要がなくなり、マインスイーパの欠点とされてきた運の要素を無くすこととなった。また、パネルを一枚も開けずに全ての星を探し出すことも可能であり、これを成功させると大きなボーナス点が入る。
制限時間制で、制限時間が無くなるとゲームオーバー。制限時間は星を見つけることによって増え（連鎖でさらに増える）、星パネルをマーキングせずにめくった場合とマーキングしてめくったパネルが星では無かった場合に減っていく。

## モード選択
ゲーム開始時に低難易度のどきどきアイドルモードと、高難易度のスターシーカーモードを選ぶことができる。面をクリアすると前者は残った制限時間の分だけ目に優しいご褒美グラフィックが、後者では脳に優しいご褒美グラフィックが表示される。

## 家庭用『Remix』
2002年1月31日には、ドリームキャスト専用ソフトとして『どきどきアイドルスターシーカーRemix』が発売されている。どきどきアイドルモードでは、アーケード版では脱いでいるだけだったアイドル達のアイドル活動の様子を見ることができるストーリーデモを搭載、スターシーカーモードでは幅広い難易度の面数の増加、アレンジBGMの追加など、様々な追加要素が入れられている。
なお、アーケード版にあった脱衣イラストは家庭用移植の際にオミットされている。

## 携帯電話版『スターシーカー』
携帯電話用のゲームアプリとして、タイトーから「ウリキリゲーム♪タイトー」にて配信中。ソフトバンクモバイルのみの配信。

## 登場キャラクター
紫村優衣（しむら　ゆい）
声：やなせなつみ
年齢：17歳
誕生日：8月29日（おとめ座）
血液型：A型
身長：156cm
体重：46kg
スリーサイズ：B86 / W59 / H85
好きなもの：おでん、和菓子
苦手なもの：ピーマン、運動
3人組アイドル「スターシーカーズ」のメンバー。 
少しおとなしめだが、明るいキャラクターで他の2人のメンバーを和ませている。 
ただ、多少おっちょこちょいなのが玉に瑕で、よく何でもないところで転ぶ。また、低血圧ぎみで寝起きが非常に悪い。
檜山萌（ひやま　もえ）
声：杉本沙織
年齢：16歳
誕生日：11月22日（いて座）
血液型：AB型
身長：149cm
体重：43kg
スリーサイズ：B72 / W60 / H74
好きなもの：ぬいぐるみ（むーちゃん）
苦手なもの：アボカド、ゴキブリ
優衣と同じく「スターシーカーズ」のメンバー。いつも元気いっぱいのムードメーカー。
喜怒哀楽が激しく、容姿・性格共々”お子様”という見方もあるが、本人に自覚なし。
謎のぬいぐるみ「むーちゃん」が大のお気に入り。
宝生奈都紀（ほうしょう　なつき）
声：大本眞基子
年齢：19歳
誕生日：2月14日（水瓶座）
血液型：O型
身長：162cm
体重：48kg
スリーサイズ：B90 / W58 / H88
好きなもの：読書、ゲーム、辛い物
苦手なもの：犬、梅干
同じく「スターシーカーズ」のメンバー。
3人の中ではお姉さん的役割を受け持つ。ただし、本人は芸能活動自体を「お仕事」と割り切っている節も。また、その反動なのか私生活はかなりズボラ。
基本的には心根の優しい娘。
柊木京子（ひいらぎ　きょうこ）
声：遠藤みやこ
年齢：24歳
誕生日：7月8日（蟹座）
血液型：A型
身長：168cm
体重：52kg
スリーサイズ：B93 / W59 / H89
好きなもの：日本酒、映画鑑賞
苦手なもの：特になし
DC版オリジナルキャラクター。
「スターシーカーズ」のマネージャー。3人をスカウトした張本人でもある。
面倒見がよく、公私共にメンバーの良き理解者となっている。「全員お酒の飲める年齢になれば、一緒に…」という願望を抱いている。
自己陶酔癖あり。
DC版ではスターシーカーモードでキャラの変更が可能。ただしキャラ変更による性能の変化はない。

## 製作経緯
本作を製作したグレフは、業務用シューティングゲームを製作することを初志として興された有限会社だが、業務用STG制作の資金を提供してくれるスポンサーを見つけることができず、自社のみによる製作を余儀なくされた。本作はこの資金稼ぎの一環として発売されたゲームである。
このことは、以下のリンクで『ボーダーダウン』発売直前期にグレフ自ら、自虐ネタのような形で語っている。
- NAOMIちゃんグレフを語る1[1]
- NAOMIちゃんグレフを語る2

以下のリンクによると、同時期に人気格闘ゲームが多数発売されたため、スターシーカーを入荷するオペレーターは少なかったという。
- naomiちゃん関西出張所